# Iballë
Iballë è una frazione del comune di Fushë Arrëz in Albania (prefettura di Scutari).
Fino alla riforma amministrativa del 2015 era comune autonomo, dopo la riforma è stato accorpato, insieme agli ex-comuni di Blerim, Fierzë e Qafë Mali a costituire la municipalità di Fushë Arrëz.

## Località
Il comune era formato dall'insieme delle seguenti località:
- Iballe
- Sapac
- Levosh
- Berishe e Vogel
- Berishe Vendi
- Berishe e Siperme
- Shopel
- Mertu